# 白安德
白安德 CM OBC KC（1953年—），又作潘德雅，加拿大政治和學術人物，1991年-2001年間以卑詩新民主黨黨員身份擔任卑詩省議會沙尼治南選區議員，期間曾於新民主黨黨籍省長哈葛（Mike Harcourt）、簡嘉年、苗禮義和杜新志內閣中任職衛生、財政和律政廳長等職務。離開政壇後，他曾於2002年-2008年間任職維多利亞大學法學院院長，2010年-2020年間則出任西門菲沙大學校長。

## 背景及早年生活
白安德於1953年在卑詩省維多利亞出生，後於隔鄰的橡樹灣長大。他祖父為英國工業家歐內斯特·彼得，曾三度競逐英國下議院議席但皆告落選，1938年遷居溫哥華島科莫克斯，後一度居於維多利亞隔鄰的沙尼治，1954年返回英國不久後辭世。
他母親伊利沙伯為猶太人，1930年代從維也納音樂及演藝學院畢業，後成為鮑登維沙舞團舞蹈員。她隨團於倫敦演出時結識歐內斯特·彼得的兒子戈登（Gordon Petter），兩人於維也納結婚後居於當地，德奧合併後逃離奧地利，1946年攜同三名子女遷居溫哥華島與歐內斯特團聚。
戈登·彼得於1960年代獲卑詩省內陸納爾遜市的聖母大學院聘用為歷史教師，白安德遂跟隨家人遷居當地。他從當地中學畢業後一度於聖母大學院修讀，並曾於納爾遜市的CKKC電台任職主持，訪問時任省長巴勒特（Dave Barrett）和前省長貝內特（W.A.C. Bennett）等人物，後則改任卑詩省議會納爾遜—克雷斯頓選區（Nelson-Creston）議員尼高遜（Lorne Nicolson）的行政助理。
他於1976年到維多利亞大學修讀政治學，1978年則改修法律，1981年從該校獲取法學學士學位，並以全班第一名畢業而獲頒卑詩省律師會金牌。他後獲取英聯邦獎學金到劍橋大學進修，1982年從該校獲取法學碩士學位並以一級榮譽畢業。
白安德一度於薩克其萬省律政廳憲法部門任職法律顧問，1984年到多倫多奧斯古法學院（Osgoode Hall Law School）任職助理教授，1986年則返回母校維多利亞大學法學院任教，1988年成為該院副教授。

## 從政
在卑詩新民主黨黨魁哈葛羅致下，白安德於1991年省選中代表該黨競逐省議會沙尼治南選區議席並告當選，首度出任省議員。他於同年11月獲省長哈葛任命為原住民事務廳長，任內在省政府和尼斯迦原住民族協約過程中擔當重要角色，並代表省政府與省內原住民族和聯邦政府合作成立卑詩條約委員會，為日後政府與原住民族協約過程鋪路。1993年9月他調任林木廳長，任內制定卑詩省林木業實務守則。簡嘉年於1996年2月繼任省長後，調派白安德出任衛生廳長、專責長者事務廳長、及專責跨政府關係廳長。
他於1996年省選連任沙尼治南選區省議員，同年6月起調任財政及企業關係廳長，同時保留專責跨政府關係廳長職務。他從1998年2月起出任專上教育、培訓及科技廳長和跨政府關係廳長，1999年8月簡嘉年下台後則在苗禮義內閣中保留上述職務，並兼任專責青年事務廳長。杜新志於2000年2月繼任省長後，調派白安德出任律政廳長兼專責人權事務廳長。
當時新民主黨受醜聞拖累而民望低落，白安德亦無意在2001年省選尋求連任。他於2000年11月被撤掉內閣職務，兩項職銜皆由布必力繼任。

## 大學高層、近期發展
白安德於2001年5月卸任省議員後重回維多利亞大學法學院，任職代任院長，翌年則正式出任該院院長，任內在該院創設法學研究生項目，並支援努拿烏特的阿基齊拉克法學院培育首批學生，2008年則卸任院長並返回教學崗位。
2010年1月，白安德獲任命為西門菲沙大學第九任校長，同年9月1日履新，到2020年則完成兩屆任期而卸任。他於2021年3月獲任為省立公營機構卑詩創新局董事局主席。

## 榮譽

### 殊勳
| 綬帶 | 勳章                   | 注釋                                    |
|      | 加拿大員佐勳章（C.M.） | - 2018年11月19日頒發 - 2019年9月4日敘任 |
|      | 卑詩省勳章（O.B.C.）   | - 2021年頒發                            |

### 其他獎項及名譽學位
- 維多利亞市名譽市民獎（2002年）[1]
- 維多利亞大學傑出校友獎（2003年）[1]
- 公共政策論壇（英语：Public Policy Forum）彼得·羅歇獎（2018年）[25]
- 昆特侖理工大學名譽學位（2020年）[26]

## 外部連結
- （英文）卑詩省議會網站 白安德議員簡介 （页面存档备份，存于）